# Ostorhinchus brevispinis
Ostorhinchus brevispinis es una especie de pez con aleta radiada del género Ostorhinchus, de la familia Apogonidae, orden Kurtiformes. Fue descrita por Fraser & Randall en 2003.

## Descripción
Mide 6,2 cm de longitud estándar.

## Distribución
Se distribuye por el Pacífico Central Oriental: Polinesia Francesa.